# Bani Gansè FC
Bani Gansé Football Club (kurz Bani Gansé FC) ist ein beninischer Fußballverein aus Banikoara, Département Alibori. 
Gemeinsam mit JS Ouidah stieg der Club am Ende der Spielzeit 2021/22 in den Championnat National du Benin auf und gehört der ersten Liga des Landes mit Stand Februar 2023 an. Die Heimspiele finden im Stade de Banikoara aus statt, das 4000 Plätze umfasst.